# Lioness: Hidden treasures
Lioness: Hidden treasures is een postuum uitgebracht verzamelalbum van Amy Winehouse.
Na het overlijden van de zangeres op 23 juli 2011 kwam er opnieuw de vraag hoever de opnamen voor de opvolger van Back to black waren gevorderd. In de nasleep van haar overlijden kwamen berichten dat er maar twee liedjes klaar waren voor uitgifte, te weinig voor een album. Er bleek echter nog voldoende oud materiaal van de zangeres te liggen om een heel album samen te stellen. Lioness: Hidden treasures is dan ook veeleer een terugblik op het verleden, dan dat het een nieuw album van de zangeres zou zijn.
Om het album commercieel vlot te trekken werden meerdere singles van het album afgehaald. De eerste was Body and soul, tweede Our day will come en een derde Will you still love me tomorrow staat gepland voor maart 2012. Body and Soul is een duet met Tony Bennett.

## Muziek
| Nr. | Titel                                  | Schrijver(s)                                                             | Producer     | Duur |
| --- | -------------------------------------- | ------------------------------------------------------------------------ | ------------ | ---- |
| 1.  | Our day will come                      | Mort Garson, Bob Hilliard                                                | Salaam Remi  | 2:49 |
| 2.  | Between the cheats                     | Amy Winehouse, Salaam Remi                                               | Salaam Remi  | 3:33 |
| 3.  | Tears dry (Originele versie)           | Winehouse, Nickolas Ashford, Valerie Simpson                             | Salaam Remi  | 4:08 |
| 4.  | Will you still love me tomorrow (2011) | Gerry Goffin, Carole King                                                | Mark Ronson  | 4:23 |
| 5.  | Like smoke (met Nas)                   | Remi, Winehouse, Nasir Jones                                             | Salaam Remi  | 4:38 |
| 6.  | Valerie ('68 Versie)                   | Sean Payne, Dave McCabe, Abi Harding, Boyan Chowdhury, Russell Pritchard | Mark Ronson  | 4:00 |
| 7.  | The Girl from Ipanema                  | Norman Gimbel, Antônio Carlos Jobim, Vinicius de Moraes                  | Salaam Remi  | 2:47 |
| 8.  | Half time                              | Winehouse, Fin Greenall                                                  | Salaam Remi  | 3:51 |
| 9.  | Wake up alone (Originele versie)       | Winehouse, Paul O'Duffy                                                  | Paul O'Duffy | 4:24 |
| 10. | Best Friends, Right?                   | Winehouse                                                                | Salaam Remi  | 2:56 |
| 11. | Body and Soul (met Tony Bennett)       | Robert Sour, Frank Eyton, Edward Heyman, John Green                      | Phil Ramone  | 3:19 |
| 12. | A song for you                         | Leon Russell                                                             | Salaam Remi  | 4:29 |

## Hitnoteringen

### NederlandseAlbum Top 100
| Hitnotering (week 1 t/m 25): 10-12-2011 t/m 26-05-2012 Hitnotering (week 26): 09-06-2012 Hitnotering (week 27 t/m 34): 14-07-2012 t/m 01-09-2012 | Hitnotering (week 1 t/m 25): 10-12-2011 t/m 26-05-2012 Hitnotering (week 26): 09-06-2012 Hitnotering (week 27 t/m 34): 14-07-2012 t/m 01-09-2012 | Hitnotering (week 1 t/m 25): 10-12-2011 t/m 26-05-2012 Hitnotering (week 26): 09-06-2012 Hitnotering (week 27 t/m 34): 14-07-2012 t/m 01-09-2012 | Hitnotering (week 1 t/m 25): 10-12-2011 t/m 26-05-2012 Hitnotering (week 26): 09-06-2012 Hitnotering (week 27 t/m 34): 14-07-2012 t/m 01-09-2012 | Hitnotering (week 1 t/m 25): 10-12-2011 t/m 26-05-2012 Hitnotering (week 26): 09-06-2012 Hitnotering (week 27 t/m 34): 14-07-2012 t/m 01-09-2012 | Hitnotering (week 1 t/m 25): 10-12-2011 t/m 26-05-2012 Hitnotering (week 26): 09-06-2012 Hitnotering (week 27 t/m 34): 14-07-2012 t/m 01-09-2012 | Hitnotering (week 1 t/m 25): 10-12-2011 t/m 26-05-2012 Hitnotering (week 26): 09-06-2012 Hitnotering (week 27 t/m 34): 14-07-2012 t/m 01-09-2012 | Hitnotering (week 1 t/m 25): 10-12-2011 t/m 26-05-2012 Hitnotering (week 26): 09-06-2012 Hitnotering (week 27 t/m 34): 14-07-2012 t/m 01-09-2012 | Hitnotering (week 1 t/m 25): 10-12-2011 t/m 26-05-2012 Hitnotering (week 26): 09-06-2012 Hitnotering (week 27 t/m 34): 14-07-2012 t/m 01-09-2012 | Hitnotering (week 1 t/m 25): 10-12-2011 t/m 26-05-2012 Hitnotering (week 26): 09-06-2012 Hitnotering (week 27 t/m 34): 14-07-2012 t/m 01-09-2012 | Hitnotering (week 1 t/m 25): 10-12-2011 t/m 26-05-2012 Hitnotering (week 26): 09-06-2012 Hitnotering (week 27 t/m 34): 14-07-2012 t/m 01-09-2012 | Hitnotering (week 1 t/m 25): 10-12-2011 t/m 26-05-2012 Hitnotering (week 26): 09-06-2012 Hitnotering (week 27 t/m 34): 14-07-2012 t/m 01-09-2012 | Hitnotering (week 1 t/m 25): 10-12-2011 t/m 26-05-2012 Hitnotering (week 26): 09-06-2012 Hitnotering (week 27 t/m 34): 14-07-2012 t/m 01-09-2012 | Hitnotering (week 1 t/m 25): 10-12-2011 t/m 26-05-2012 Hitnotering (week 26): 09-06-2012 Hitnotering (week 27 t/m 34): 14-07-2012 t/m 01-09-2012 | Hitnotering (week 1 t/m 25): 10-12-2011 t/m 26-05-2012 Hitnotering (week 26): 09-06-2012 Hitnotering (week 27 t/m 34): 14-07-2012 t/m 01-09-2012 | Hitnotering (week 1 t/m 25): 10-12-2011 t/m 26-05-2012 Hitnotering (week 26): 09-06-2012 Hitnotering (week 27 t/m 34): 14-07-2012 t/m 01-09-2012 | Hitnotering (week 1 t/m 25): 10-12-2011 t/m 26-05-2012 Hitnotering (week 26): 09-06-2012 Hitnotering (week 27 t/m 34): 14-07-2012 t/m 01-09-2012 | Hitnotering (week 1 t/m 25): 10-12-2011 t/m 26-05-2012 Hitnotering (week 26): 09-06-2012 Hitnotering (week 27 t/m 34): 14-07-2012 t/m 01-09-2012 | Hitnotering (week 1 t/m 25): 10-12-2011 t/m 26-05-2012 Hitnotering (week 26): 09-06-2012 Hitnotering (week 27 t/m 34): 14-07-2012 t/m 01-09-2012 | Hitnotering (week 1 t/m 25): 10-12-2011 t/m 26-05-2012 Hitnotering (week 26): 09-06-2012 Hitnotering (week 27 t/m 34): 14-07-2012 t/m 01-09-2012 |
| Week: | 1 | 2 | 3 | 4 | 5 | 6 | 7 | 8 | 9 | 10 | 11 | 12 | 13 | 14 | 15 | 16 | 17 | 18 | 19 |
| --- | --- | --- | --- | --- | --- | --- | --- | --- | --- | --- | --- | --- | --- | --- | --- | --- | --- | --- | --- |
| Positie: | 1 | 2 | 4 | 3 | 3 | 3 | 3 | 5 | 11 | 16 | 12 | 13 | 21 | 31 | 38 | 47 | 56 | 50 | 57 |
| Week: | 20 | 21 | 22 | 23 | 24 | 25 | | 26 | | 27 | 28 | 29 | 30 | 31 | 32 | 33 | 34 | | |
| Positie: | 70 | 81 | 79 | 70 | 80 | 81 | uit | 93 | uit | 98 | 89 | 44 | 57 | 51 | 56 | 56 | 59 | uit | |

### VlaamseUltratop 200Albums
| Hitnotering: 10-12-2011 t/m 08-09-2012 | Hitnotering: 10-12-2011 t/m 08-09-2012 | Hitnotering: 10-12-2011 t/m 08-09-2012 | Hitnotering: 10-12-2011 t/m 08-09-2012 | Hitnotering: 10-12-2011 t/m 08-09-2012 | Hitnotering: 10-12-2011 t/m 08-09-2012 | Hitnotering: 10-12-2011 t/m 08-09-2012 | Hitnotering: 10-12-2011 t/m 08-09-2012 | Hitnotering: 10-12-2011 t/m 08-09-2012 | Hitnotering: 10-12-2011 t/m 08-09-2012 | Hitnotering: 10-12-2011 t/m 08-09-2012 | Hitnotering: 10-12-2011 t/m 08-09-2012 | Hitnotering: 10-12-2011 t/m 08-09-2012 | Hitnotering: 10-12-2011 t/m 08-09-2012 | Hitnotering: 10-12-2011 t/m 08-09-2012 |
| Week:                                  | 1                                      | 2                                      | 3                                      | 4                                      | 5                                      | 6                                      | 7                                      | 8                                      | 9                                      | 10                                     | 11                                     | 12                                     | 13                                     | 14                                     |
| -------------------------------------- | -------------------------------------- | -------------------------------------- | -------------------------------------- | -------------------------------------- | -------------------------------------- | -------------------------------------- | -------------------------------------- | -------------------------------------- | -------------------------------------- | -------------------------------------- | -------------------------------------- | -------------------------------------- | -------------------------------------- | -------------------------------------- |
| Positie:                               | 3                                      | 3                                      | 5                                      | 6                                      | 7                                      | 5                                      | 4                                      | 8                                      | 8                                      | 13                                     | 16                                     | 15                                     | 24                                     | 28                                     |
| Week:                                  | 15                                     | 16                                     | 17                                     | 18                                     | 19                                     | 20                                     | 21                                     | 22                                     | 23                                     | 24                                     | 25                                     | 26                                     | 27                                     | 28                                     |
| Positie:                               | 43                                     | 44                                     | 58                                     | 53                                     | 72                                     | 56                                     | 81                                     | 80                                     | 75                                     | 64                                     | 104                                    | 144                                    | 139                                    | 86                                     |
| Week:                                  | 29                                     | 30                                     | 31                                     | 32                                     | 33                                     | 34                                     | 35                                     | 36                                     | 37                                     | 38                                     | 39                                     | 40                                     |                                        |                                        |
| Positie:                               | 95                                     | 107                                    | 141                                    | 141                                    | 115                                    | 99                                     | 51                                     | 61                                     | 106                                    | 115                                    | 92                                     | 120                                    | uit                                    |                                        |